# مونت بيليه

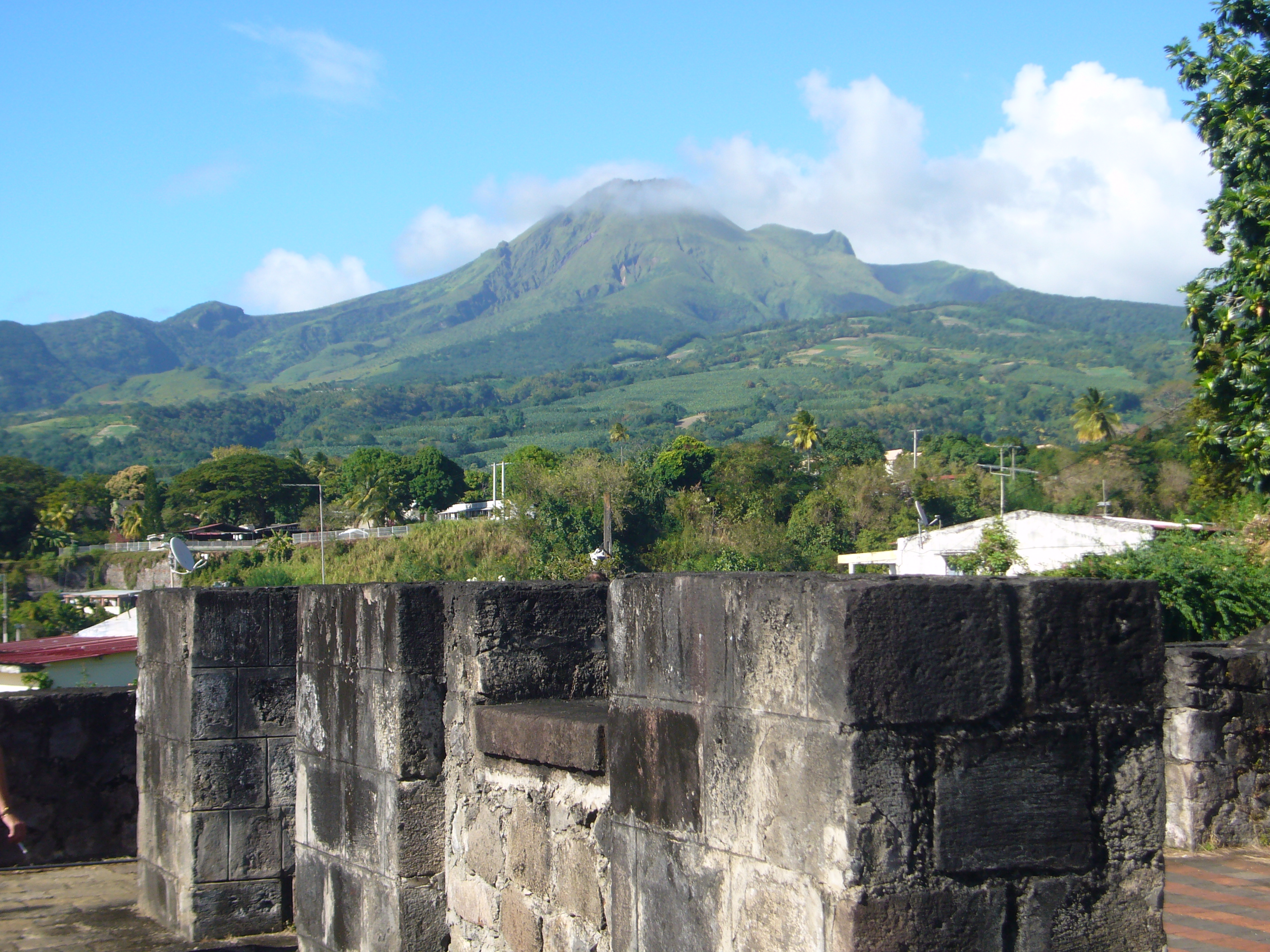

مونت بيليه Montagne Pelée أو Mont Pelé هو بركان طبقي يبلغ ارتفاعه 1380 متر ويوجد بجزر المارتينيك. يعرف نشاطه منذ عام 1635 ويسمى الجبل الأصلع. تخرج منه أحيانا صهارة شديدة اللزوجة على هيئة اللابة. تتصلب اللابة بسرعة وتسد فوهته، مما يجعل البركان ينفجر راميا قمته عندما ينتابه نشاط جديد. ومن ظواهر خطورة هذا البركان الأخرى إخراجه لوافظا غازية شديدة السخونة تظهر في هيئة سحابة نارية تسيل على جوانب الجبل إلى الوديان المحيطة بسرعة 300 - 700 كيلومتر في الساعة، تبلغ حرارتها من 300 - 800 درجة مئوية.
يرجع أول تسجيل عن نشاط مونت بيليه إلى عام 1630 ونشط كذلك عام 1792 و 1851. وخلال نشاطه عام 1902 أدى انفجار 8 مايو إلى وصول عدد الضحايا إلى نحو 29000 شخص، أعلى عدد لضحايا البراكين في القرن العشرين. كما دمر ذلك النشاط العاصمة سان بيير وعددا من القرى المحيطة. وكان آخر نشاط للبركان بين 1929 و 1932، وحاليا فالبركان هادئ.

## اقرأ أيضا
- بركان
- انبثاق بركاني
- انفجار بركاني
- الصهارة
- بركان هيكلا
- القباب الملحية
- بركان مايون